# Кракс венесуельський
Кракс венесуельський (Crax daubentoni) — вид куроподібних птахів родини краксових (Cracidae).

## Поширення
Вид поширений на півночі Венесуели (на північ від Оріноко) і в кількох місцях на північному сході Колумбії (західне передгір'я Сьєрра-де-Періха від Монтес-де-Ока на південь до Фонсеки та на схід від Анд від сходу Норте-де-Сантандера з півдня на північний захід від Арауки. Його ареал розривається на дві частини горами Кордильєра-де-Мерида. Мешкає у галерейних лісах в льяносі, а також в низинних листяних та вічнозелених лісах, а також передгір'ях до 800 м у Венесуелі та 500—1500 м у Колумбії. Він рідко трапляється дальше ніж на 250 м від лісового покриву.

## Опис
Великий птах завдовжки 84-92,5 см, вага самця становить 2925-3200 г. Самиця менша. Оперення чорне з зеленуватими відблисками на спині, а черево біле. Ноги синювато-чорні. Самець характеризується яскраво-жовтими карункулами і горбком такого ж кольору на чорному дзьобі.